# Сан-Каєтано (округ)
Округ Сан-Каєтано (ісп. San Cayetano) — адміністративно-територіальна одиниця 2-ого рівня у провінції Буенос-Айрес в центральній Аргентині. Адміністративний центр округу — Сан-Каєтано (ісп. San Cayetano).
Населення округу становить 8399 осіб (2010). Площа — 2757 кв. км.

## Історія
Округ заснований у 1958 році.

## Населення
У 2010 році населення становило 8399 осіб. З них чоловіків — 4169, жінок — 4230.

## Політика
Округ належить до 5-ого виборчого сектору провінції Буенос-Айрес.